# Elephas maximus borneensis
El elefante de Borneo o elefante pigmeo de Borneo (Elephas maximus borneensis) es una subespecie de elefante asiático.
Es la subespecie más pequeña de todas y está provista de una cola proporcionalmente más larga, colmillos más finos y orejas más amplias. Los estudios genéticos indican que se separó del resto de subespecies hace ya trescientos mil años.[cita requerida]
Wilson & Reeder no reconocen a los elefantes de Borneo como subespecie propia, y los consideran como elefantes indios (Elephas maximus indicus).

## Hábitat
El elefante pigmeo de Borneo, se concentra principalmente en la Isla Borneo, específicamente en las selvas de Sabah en Malasia. Actualmente se encuentra en  un punto serio de 
peligro de extinción, debido a que no existen más de 1000 ejemplares.